# Ujmisht
Ujmisht là một xã trong quận Kukës thuộc hạt Kukës, Albania. Dân số năm 2005 là 2922 người.